# 1967 au Canada
Pour un article plus général, voir Chronologie du Canada.
Cet article traite des événements qui se sont produits durant l'année 1967 au Canada.

## Événements

### Politique

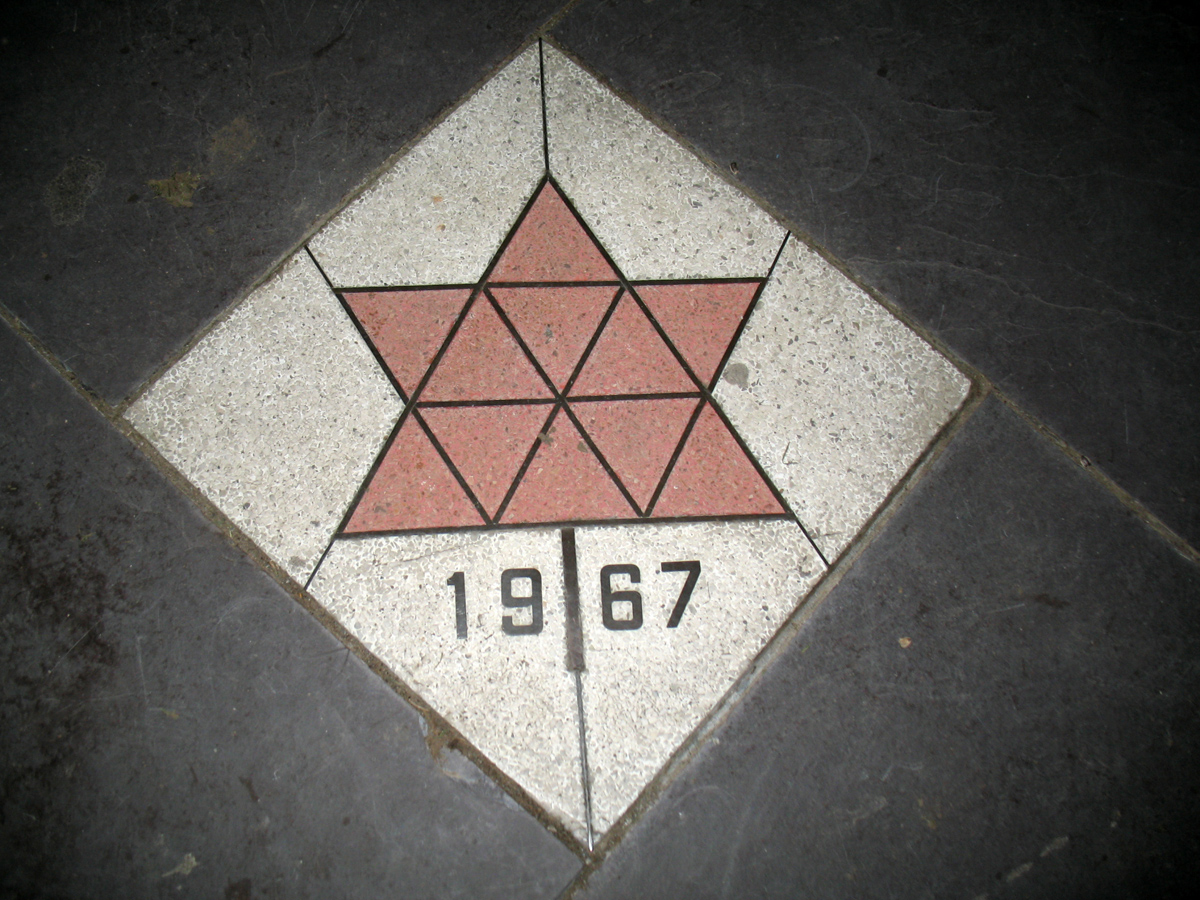
Mosaïque du centenaire du Canada à Toronto

- 1er janvier : inauguration de la Flamme du centenaire devant le parlement à Ottawa.

- 18 janvier : Yellowknife devient officiellement la capitale des Territoires du Nord-Ouest[1].

- 17 avril : l'Ordre du Canada est institué pour reconnaître les canadiens méritants dans leur secteur d'activité.

- 23 mai : élection générale albertaine.

- 30 mai : élection générale néo-écossaise.

- 1er juillet : centenaire de la confédération canadienne.

- 24 juillet : le général Charles de Gaulle lance Vive le Québec libre ![2]. Incident diplomatique entre la France et le Canada.

- août 1967, Québec : ouverture des cinq premiers CÉGEPs (collèges d’enseignement général et professionnel).

- 14 septembre : René Lévesque rompt avec le Parti libéral du Québec.

- 11 octobre : élection générale saskatchewanaise.

- 19 octobre : René Lévesque fonde le Mouvement Souveraineté-Association.

### Justice
- 1er septembre : John Robert Cartwright est nommé chef à la cour suprême.
- 19 septembre : Monica Proietti surnommée Monica la mitraille est abattue par la police à la suite du cambriolage d'une banque.

### Sport

#### Hockey
- Fin de la Saison 1966-1967 de la LNH suivi des Séries éliminatoires de la Coupe Stanley 1967. Les Maple Leafs de Toronto remportent la Coupe Stanley contre les Canadiens de Montréal.
- Coupe Memorial 1967.
- Repêchage amateur de la LNH 1967.
- Début de la Saison 1967-1968 de la LNH.

#### Football
- Les Tiger-Cats de Hamilton remportent la 55e finale de la Coupe Grey contre les Roughriders de la Saskatchewan 24-1.
- L'Université de l'Alberta remporte la Coupe Vanier contre l'Université McMaster.

#### Autres
- Première édition des Jeux du Canada. Les Jeux du Canada d'hiver 1967 se tiennent à Québec.
- Première édition de la course automobile en Formule 1 du Grand Prix automobile du Canada 1967 au circuit Canadian Tire Motorsport Park.
- Jeux Panaméricains 1967 à Winnipeg.
- Premier championnat du monde de crosse au champ à Toronto.
- Championnats du monde d'escrime à Montréal

### Économie
- Fondation de la chaîne de restaurants Mikes.
- Décembre : ouverture de la chaîne de restaurants Pizza Pizza à Toronto.

### Science
- Fondation de l'Institut de recherches cliniques de Montréal.
- Le Musée des sciences et de la technologie du Canada ouvre à Ottawa.
- Présentation du premier système IMAX à l'Expo 67.

### Culture

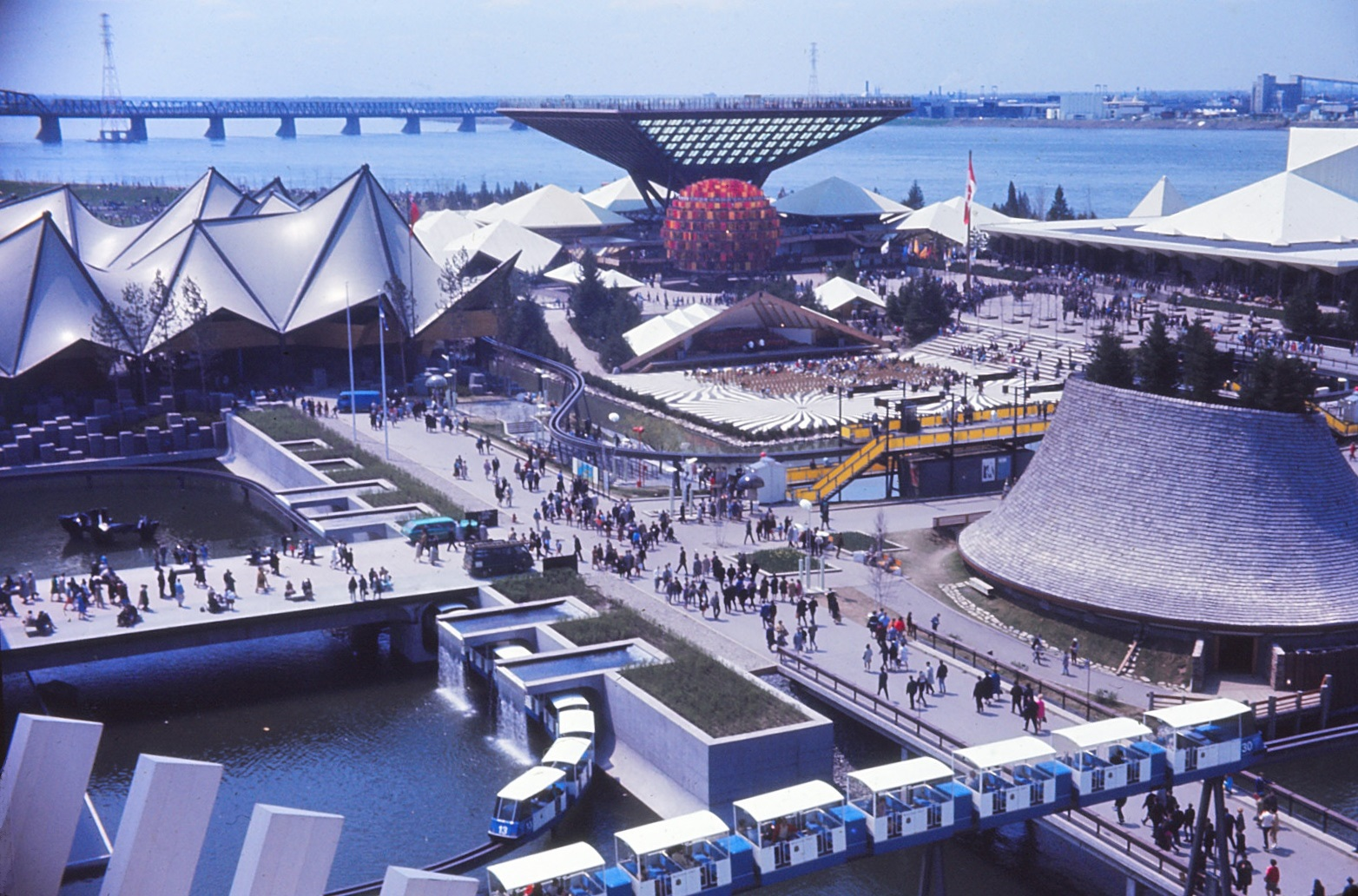
Expo 67, pavillons Ontario, Canada, Provinces-de-l'Ouest, et le Minirail.

- Avril à octobre : Expo 67 à Montréal. Le parc d'attractions La Ronde ouvre en même temps.
- Stéphane Venne compose la chanson thème de l'Expo 67 Un jour, un jour qui fut interprétée par Michèle Richard et Donald Lautrec.
- Gilles Latulippe prend la direction du Théâtre des Variétés (Montréal)
- Première édition du Concours du plus bel homme du Canada animé par Lise Payette.

#### Chanson
- Stéphane Venne compose la chanson thème de l'Expo 67 Un jour, un jour qui fut interprétée par Michèle Richard et Donald Lautrec.
- Leonard Cohen lance son album Songs of Leonard Cohen.

#### Livre
- Nègres blancs d'Amérique de Pierre Vallières.

#### Radio
- Pipandor animé par Guy Godin.

#### Télévision
- Série historique D'Iberville.

### Religion
- 9 mars : érection du Diocèse de Whitehorse au Yukon.
- 13 juillet : érection de l'Archidiocèse de Keewatin-Le Pas du nord des provinces Ontario, Manitoba et Saskatchewan, de l'Archidiocèse de Grouard-McLennan en Alberta, du Diocèse catholique de Moosonee et du Diocèse de Mackenzie-Fort Smith dans les territoires du nord-ouest.
- Le cardinal Paul-Émile Léger quitte son poste à Montréal pour devenir missionnaire au Cameroun.
- Joseph-Aurèle Plourde devient archevêque d'Ottawa.
- Albert Sanschagrin devient évêque au Diocèse de Saint-Hyacinthe.
- Fondation de l'organisme Développement et Paix.

## Naissances
- 27 janvier : Susan Aglukark, chanteuse.
- 29 janvier : Sean Burke, joueur professionnel de hockey sur glace.
- 30 janvier : Paul Maurice, entraîneur professionnel de hockey sur glace.

- 5 avril : 
  - Gary Gait, joueur et entraîneur de crosse.
  - Paul Gait, joueur et entraîneur de crosse.
- 23 avril : Rhéal Cormier, joueur de baseball.
- 29 avril : Curtis Joseph, gardien de but de hockey sur glace.

- 10 mai : Scott Brison, politicien.
- 21 mai : Chris Benoit, catcheur.
- 29 mai : Mike Keane, ailier droit de hockey sur glace.
- 31 mai : Hugh McFadyen, chef du Parti progressiste-conservateur du Manitoba.

- 1er juin : Murray Baron, joueur de hockey sur glace.
- 19 juin : Eric Schweig, acteur.
- 25 juin : François Lambert, entrepreneur canadien.
- 28 juin : Leona Aglukkaq, politicienne.
- 30 juin : Gareth Rees,  joueur de rugby à XV.

- 1er juillet : Pamela Anderson, actrice.

- 21 août : Carrie-Anne Moss, actrice.

- 9 octobre : Carling Bassett, joueuse de tennis.

- 1er novembre : Tim Hudak, chef du Parti progressiste-conservateur de l'Ontario.

- 14 décembre : Dominic LeBlanc, politicien fédéral.

## Décès
- 5 mars : Georges Vanier, gouverneur général.
- 23 mai : Lionel Groulx, historien.
- 2 août : Adrien Arcand, journaliste et militant d'extrême droite.
- 30 décembre : Vincent Massey, gouverneur général.
- Robert Charbonneau, auteur.